# Trinidad en Tobago op de Olympische Zomerspelen 2020
Trinidad en Tobago nam deel aan de Olympische Zomerspelen 2020 in Tokio, Japan. Er deden 24 atleten mee, waarvan 15 in het atletiek. Er werden, voor het eerst sinds de Spelen van 1992, geen medailles gewonnen.

## Atleten
Hieronder volgt een overzicht van de atleten die zich kwalificeerden voor deelname aan de Olympische Zomerspelen 2020.
| sport       | vrouwen | mannen | totaal |
| ----------- | ------- | ------ | ------ |
| Atletiek    | 7       | 8      | 15     |
| Boksen      | 0       | 1      | 1      |
| Judo        | 1       | 0      | 1      |
| Roeien      | 1       | 0      | 1      |
| Wielersport | 1       | 2      | 3      |
| Zeilen      | 0       | 1      | 1      |
| Zwemmen     | 1       | 1      | 2      |
| totaal      | 11      | 13     | 24     |

## Sporten

### Atletiek
Mannen
Loopnummers
| atleet                                                          | onderdeel | series  | series | kwartfinale | kwartfinale | halve finale   | halve finale   | finale         | finale         |
| atleet                                                          | onderdeel | tijd    | rang   | tijd        | rang        | tijd           | rang           | tijd           | rang           |
| --------------------------------------------------------------- | --------- | ------- | ------ | ----------- | ----------- | -------------- | -------------- | -------------- | -------------- |
| Kyle Greaux                                                     | 200 m     | 20,77   | 4      | n.v.t.      | n.v.t.      | niet geplaatst | niet geplaatst | niet geplaatst | niet geplaatst |
| Jereem Richards                                                 | 200 m     | 20,52   | 1 Q    | n.v.t.      | n.v.t.      | 20,10          | 3 q            | 20,39          | 8              |
| Machel Cedenio                                                  | 400 m     | 45,56   | 3 Q    | n.v.t.      | n.v.t.      | 45,86          | 6              | niet geplaatst | niet geplaatst |
| Deon Lendore                                                    | 400 m     | 45,14   | 2 Q    | n.v.t.      | n.v.t.      | 44,93          | 4              | niet geplaatst | niet geplaatst |
| Dwight St. Hillaire                                             | 400 m     | 45,41   | 4 q    | n.v.t.      | n.v.t.      | 45,58          | 7              | niet geplaatst | niet geplaatst |
| Kion Benjamin Eric Harrison Jr. Akanni Hislop Richard Thompson  | 4×100 m   | 38,63   | 5      | n.v.t.      | n.v.t.      | n.v.t.         | n.v.t.         | niet geplaatst | niet geplaatst |
| Machel Cedenio Deon Lendore Jereem Richards Dwight St. Hillaire | 4×400 m   | 2.58,60 | 2 Q    | n.v.t.      | n.v.t.      | n.v.t.         | n.v.t.         | 3.00,85        | 8              |

Technische nummers
| atleet           | onderdeel   | kwalificaties | kwalificaties | finale         | finale         |
| atleet           | onderdeel   | afstand       | rang          | afstand        | rang           |
| ---------------- | ----------- | ------------- | ------------- | -------------- | -------------- |
| Keshorn Walcott  | speerwerpen | 79,33         | 16            | niet geplaatst | niet geplaatst |
| Andwuelle Wright | verspringen | DNS           | DNS           | niet geplaatst | niet geplaatst |

Vrouwen
Loopnummers
| atlete | onderdeel    | series | series | kwartfinale | kwartfinale | halve finale   | halve finale   | finale         | finale         |
| atlete | onderdeel    | tijd   | rang   | tijd        | rang        | tijd           | rang           | tijd           | rang           |
| --- | ------------ | ------ | ------ | ----------- | ----------- | -------------- | -------------- | -------------- | -------------- |
| Michelle-Lee Ahye                                                                                           | 100 m        | bye    | bye    | 11,06       | 1 Q         | 11,00          | 3              | niet geplaatst | niet geplaatst |
| Kelly-Ann Baptiste                                                                                          | 100 m        | bye    | bye    | 11,48       | 6           | niet geplaatst | niet geplaatst | niet geplaatst | niet geplaatst |
| Sparkle McKnight                                                                                            | 400 m horden | DNS    | DNS    | n.v.t.      | n.v.t.      | niet geplaatst | niet geplaatst | niet geplaatst | niet geplaatst |
| Michelle-Lee Ahye(S) Kelly-Ann Baptiste(S) Semoy Hackett Kai Selvon(S) Khalifa St. Fort(S) Ayla Stanisclaus | 4×100 m      | 43,62  | 8      | n.v.t.      | n.v.t.      | n.v.t.         | n.v.t.         | niet geplaatst | niet geplaatst |

Technische nummers
| atleet          | onderdeel   | kwalificaties | kwalificaties | finale  | finale |
| atleet          | onderdeel   | afstand       | rang          | afstand | rang   |
| --------------- | ----------- | ------------- | ------------- | ------- | ------ |
| Tyra Gittens    | verspringen | 6,72          | 9 q           | 6,60    | 10     |
| Portious Warren | kogelstoten | 18,75         | 9 q           | 18,32   | 11     |

### Boksen
Mannen
| atleet       | onderdeel     | eerste ronde         | tweede ronde         | kwartfinale          | halve finale         | finale               | rang           |
| atleet       | onderdeel     | tegenstander uitslag | tegenstander uitslag | tegenstander uitslag | tegenstander uitslag | tegenstander uitslag | rang           |
| ------------ | ------------- | -------------------- | -------------------- | -------------------- | -------------------- | -------------------- | -------------- |
| Aaron Prince | middengewicht | Csemez V 0-5         | niet geplaatst       | niet geplaatst       | niet geplaatst       | niet geplaatst       | niet geplaatst |

### Judo
Vrouwen
| atleet         | onderdeel | eerste ronde         | tweede ronde         | derde ronde          | kwartfinale          | halve finale         | herkansing           | finale / BM          | finale / BM    |
| atleet         | onderdeel | tegenstander uitslag | tegenstander uitslag | tegenstander uitslag | tegenstander uitslag | tegenstander uitslag | tegenstander uitslag | tegenstander uitslag | rang           |
| -------------- | --------- | -------------------- | -------------------- | -------------------- | -------------------- | -------------------- | -------------------- | -------------------- | -------------- |
| Gabriella Wood | +78 kg    | n.v.t.               | Slutskaya V 00–10    | niet geplaatst       | niet geplaatst       | niet geplaatst       | niet geplaatst       | niet geplaatst       | niet geplaatst |

### Roeien
Vrouwen
| atleet      | onderdeel | series  | series | herkansingen | herkansingen | kwartfinale | kwartfinale | halve finale | halve finale | finale  | finale |
| atleet      | onderdeel | tijd    | rang   | tijd         | rang         | tijd        | rang        | tijd         | rang         | tijd    | rang   |
| ----------- | --------- | ------- | ------ | ------------ | ------------ | ----------- | ----------- | ------------ | ------------ | ------- | ------ |
| Felice Chow | skiff     | 8.02,02 | 4 H    | 8.15,94      | 1 KF         | 8.21,23     | 5 HC/D      | 7.45,14      | 4 FD         | 7.48,06 | 19     |

Legenda: FA=finale A (medailles); FB=finale B (geen medailles); FC=finale C (geen medailles); FD=finale D (geen medailles); FE=finale E (geen medailles); FF=finale F (geen medailles); HA/B=halve finale A/B; HC/D=halve finale C/D; HE/F=halve finale E/F; KF=kwartfinale; H=herkansing

### Wielersport

#### Baanwielrennen
Mannen
Sprint
| atleet        | onderdeel | kwalificaties | kwalificaties | ronde 1            | herkansing 1         | ronde 2              | herkansing 2         | ronde 3              | herkansing 3         | kwartfinale          | halve finale         | finale                                    | finale         |
| atleet        | onderdeel | tijd          | rang          | tegenstander tijd  | tegenstander uitslag | tegenstander uitslag | tegenstander uitslag | tegenstander uitslag | tegenstander uitslag | tegenstander uitslag | tegenstander uitslag | tegenstander uitslag                      | rang           |
| ------------- | --------- | ------------- | ------------- | ------------------ | -------------------- | -------------------- | -------------------- | -------------------- | -------------------- | -------------------- | -------------------- | ----------------------------------------- | -------------- |
| Kwesi Browne  | sprint    | 9,966         | 30            | niet geplaatst     | niet geplaatst       | niet geplaatst       | niet geplaatst       | niet geplaatst       | niet geplaatst       | niet geplaatst       | niet geplaatst       | niet geplaatst                            | niet geplaatst |
| Nicholas Paul | sprint    | 9,316         | 4 Q           | Richardson W 9,824 | n.v.t.               | Awang W 9,798        | n.v.t.               | Wakimoto W 10,091    | n.v.t.               | Dmitrjev V 1-2       | niet geplaatst       | Wedstrijd om plaats 5 Vigier Kenny Levy V | 6              |

Keirin
| atleet        | onderdeel | ronde 1 | herkansing | kwartfinale | halve finale | finale |
| atleet        | onderdeel | rang    | rang       | rang        | rang         | rang   |
| ------------- | --------- | ------- | ---------- | ----------- | ------------ | ------ |
| Kwesi Browne  | keirin    | 3       | 1 Q        | 3 Q         | 5 FB         | 9      |
| Nicholas Paul | keirin    | 2 Q     | n.v.t.     | 1 Q         | DSQ          | 12     |

#### Wegwielrennen
Vrouwen
| atlete          | onderdeel    | tijd   | rang   |
| --------------- | ------------ | ------ | ------ |
| Teniel Campbell | wegwedstrijd | opgave | opgave |

### Zeilen
Mannen
| atleet       | onderdeel | race | race | race | race | race | race | race | race | race | race | race   | race   | race           | netto punten | eindnotering |
| atleet       | onderdeel | 1    | 2    | 3    | 4    | 5    | 6    | 7    | 8    | 9    | 10   | 11     | 12     | M              | netto punten | eindnotering |
| ------------ | --------- | ---- | ---- | ---- | ---- | ---- | ---- | ---- | ---- | ---- | ---- | ------ | ------ | -------------- | ------------ | ------------ |
| Andrew Lewis | Laser     | 23   | 29   | 27   | 31   | 30   | 15   | 23   | 24   | 25   | 7    | n.v.t. | n.v.t. | niet geplaatst | 203          | 29           |

### Zwemmen
Mannen
| atleet       | onderdeel         | series | series | halve finale   | halve finale   | finale         | finale         |
| atleet       | onderdeel         | tijd   | rang   | tijd           | rang           | tijd           | rang           |
| ------------ | ----------------- | ------ | ------ | -------------- | -------------- | -------------- | -------------- |
| Dylan Carter | 50 m vrije slag   | 22,46  | 33     | niet geplaatst | niet geplaatst | niet geplaatst | niet geplaatst |
| Dylan Carter | 100 m vrije slag  | 48,66  | 22     | niet geplaatst | niet geplaatst | niet geplaatst | niet geplaatst |
| Dylan Carter | 100 m rugslag     | 54,82  | 32     | niet geplaatst | niet geplaatst | niet geplaatst | niet geplaatst |
| Dylan Carter | 100 m vlinderslag | 52,36  | 33     | niet geplaatst | niet geplaatst | niet geplaatst | niet geplaatst |

Vrouwen
| atleet            | onderdeel       | series | series | halve finale   | halve finale   | finale         | finale         |
| atleet            | onderdeel       | tijd   | rang   | tijd           | rang           | tijd           | rang           |
| ----------------- | --------------- | ------ | ------ | -------------- | -------------- | -------------- | -------------- |
| Cherelle Thompson | 50 m vrije slag | 26,19  | 41     | niet geplaatst | niet geplaatst | niet geplaatst | niet geplaatst |